# Zoológico de Johannesburgo
El Zoológico de Johannesburgo (en inglés: Johannesburg Zoo) es un parque zoológico de 81 hectáreas (200 acres) en la ciudad de Johannesburgo, en Sudáfrica. Fundado en 1904, tradicionalmente ha sido poseído y gestionado por la ciudad de Johannesburgo. Sin embargo, recientemente se ha convertido en una corporación y se registró bajo la Sección 21 sin ánimo de lucro.
El zoológico está dedicado a dar vivienda, atención especializada, manejo, y cuidado médico a los animales silvestres, y alberga alrededor de 2000 individuos de 320 especies.
El parque ofrece tours y excursiones bajo los auspicios del departamento de educación del zoológico.